# И дети после них
«И дети после них» (фр. Leurs enfants après eux) — художественный фильм французских режиссёров Зорана и Людовика Бухерма с Полем Киршером и Анджелиной Ворет в главных ролях, экранизация романа Николя Матьё. Его премьера состоялась в августе 2024 года на 81-м Венецианском кинофестивале, в рамках основной программы.

## Сюжет
Действие фильма происходит в 1990-х годах в маленьком деиндустриализированном городке на северо-востоке Франции. Его герои — три подростка, которые взрослеют в течение одного лета.

## В ролях
- Поль Киршер — Антони[7]
- Анджелина Ворет — Стеф[7]
- Сайид Эль Алами — Хасин[7]
- Жиль Лелуш — Патрик[8]
- Людивин Санье — Элен[8]

## Создание и оценки
Съёмки фильма проходили в июле — октябре 2023 года во французском регионе Гранд-Эст. В августе 2024 года картину показали на 81-м Венецианском кинофестивале, в рамках основной программы. Поль Киршер получил за неё Премию Марчелло Мастроянни. 4 декабря фильм выйдет во французский прокат.
«Чуваки должны описаться от счастья, будучи в одном конкурсе с Альмодоваром, Корбетом и Гуаданьино, — написал после премьеры российский кинокритик Денис Виленкин, оценивший картину на 2 балла из 10. — Желательно под Dream  On, Nothing Else Matters или кавер на I Will Survive». Вероника Хлебникова-Бруни поставила фильму 5 баллов из 10 «за то, что хотя бы книжку не испортили».